# 황비호

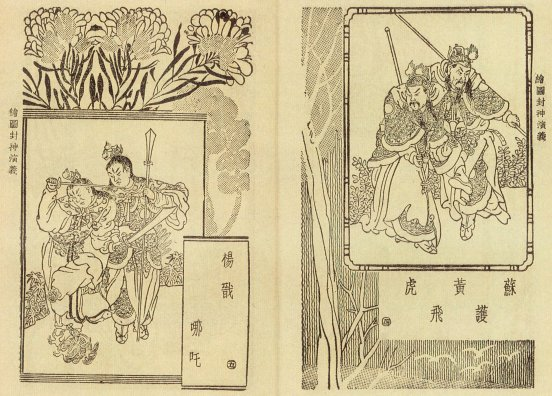
봉신연의의 황비호(오른쪽 그림)

황비호(黃飛虎)는 《봉신연의(封神演義)》에서 나오는 가공 인물로, 상나라에 있을 당시에는 무성왕(武成王)으로 불리며 나라의 군사권을 장악해 재상과 태사에 버금갈 정도의 권력을 가졌다. 하지만 이후 주왕(紂王)의 폭정으로 인해 자신의 아내와 여동생이 살해당하자 자신의 일족들을 데리고 당시 상나라의 제후국 중 하나인 서기(西岐)로 귀순했으며, 그 뒤 무왕(武王)과 강자아(姜子牙)를 도와 역성혁명(易姓革命)과 봉신(封神) 계획을 돕다 상나라의 장수였던 장규(張奎)와의 싸움에서 패해 사망했다.

## 생애
황비호는 7대 동안 상나라를 섬겨온 명문 가문에서 태어났으며, 아버지 황곤(黃滾)은 국경의 수비를 맡는 장군이었다. 그는 진국무성왕(鎭國武成王)으로 불렸으며, 여동생인 황귀비(黃貴妃)는 주왕(紂王)의 아내였다.
이후 주왕은 요괴 호리정(狐狸精)이 여자로 변한 달기(妲己)에게 빠져서 그녀를 첩으로 삼고 헤어나오지 못했으며, 자신에게 조언을 하는 사람들을 잔혹한 방법으로 고문을 가해 죽이는 무자비하고 잔인한 폭군이 되었다. 그 와중에 주왕은 달기의 계략으로 황비호의 아내 가씨(賈氏)에게 반해 그녀를 자신의 것으로 만들려고 했으나, 가씨는 자신의 정절을 지키고자 적성루(摘星樓)에서 뛰어내려 자살했다. 이를 들은 황귀비는 주왕이 가씨를 간음하려 한 것을 꾸짖었으나, 주왕은 황귀비를 적성루 아래로 던져 죽였다.
이를 들은 황비호는 매우 분노하여 자신의 일족들을 데리고 상나라의 제후국 중 하나인 서기(西岐)로 귀순했으며, 그는 서기에서 환대를 받고 존대를 받았다. 그는 자신의 별칭을 개국무성왕(開國武成王)으로 바꾸었다.
희창(姬昌)이 사망한 뒤 그의 아들인 희발(姬發)이 뒤를 이었으며, 상나라와 주왕을 타도하기 위한 역성혁명(易姓革命)이 시작됨과 동시에 강자아(姜子牙)에 의한 봉신(封神) 계획이 진행되었다. 황비호는 희발과 강자아를 도와 상나라와의 여러 전투에서 활약했으며, 면지성(澠池城)에서 장규(張奎)와의 싸움에서 패해 전사했다.
봉신계획이 끝난 이후 강자아는 황비호를 오악정신(五嶽正神) 중 하나인 동악태산천제인성대제(東嶽泰山天齊仁聖大帝)에 임명했다.